# 阿韋拉 (喬治亞州)
阿韋拉（英語：Avera）是一個位於美國喬治亞州傑佛遜縣的城市。

## 地理
阿韋拉的座標為31°11′42″N 82°31′39″W / 31.19500°N 82.52750°W，而該地的平均海拔高度為136米（即446英尺）。

## 人口
根據2010年美國人口普查的數據，阿韋拉的面積為1.70平方千米，當中陸地面積為1.70平方千米，而水域面積為0.00平方千米。當地共有人口246人，而人口密度為每平方千米144.71人。